# Mariano Ondo Monsuy
Mariano Ondo Monsuy Angong (Ayene, 29 de juny de 1999 – Malabo, 14 de setembre de 2022) va ser un futbolista equatoguineà que jugava com a lateral dret. Va representar a Guinea Equatorial en categories sub-23 i absoluta.
Va jugar per a Guinea Equatorial en set ocasions de 2017 a 2022, i també va jugar amb la selecció preolímpica en una ocasió en 2018 però sense anotar gols. Va participar en el Campionat Africà de Nacions de 2018.
Va morir als 23 anys el 14 de setembre de 2022 a Malabo mentre entrenava amb la selecció nacional per als partits internacionals de setembre.